# Eddy Thorpe
Karl Fredericks (Reno, 15 de julho de 1990) é um lutador profissional americano. Ele é mais conhecido por sua passagem pela WWE, onde atuou sob o nome de ringue Eddy Thorpe.
Ele também é conhecido por seu período na New Japan Pro-Wrestling (NJPW), onde foi o vencedor da Young Lion Cup de 2019.

## Carreira na luta livre profissional

### New Japan Pro-Wrestling (2015–2022)
Fredericks fez sua estreia em 17 de maio de 2015. Em 2018, Fredericks entrou para o New Japan Pro-Wrestling LA Dojo, junto com Clark Connors e Alex Coughlin. Ele visitou o Japão pela primeira vez como representante do LA Dojo na Young Lion Cup de 2019 e venceu o torneio com 12 pontos. Fredericks fez equipe com Hirooki Goto para o World Tag League no mesmo ano, terminando com 3 vitórias e 12 derrotas. Em 4 de janeiro de 2020, no Wrestle Kingdom 14, Fredericks, Connors, Coughlin e Toa Henare derrotaram Tencozy (Satoshi Kojima e Hiroyoshi Tenzan), Yota Tsuji e Yuya Uemura em uma luta de quartetos.
Em agosto de 2020, Fredericks competiu no torneio inaugural da New Japan Cup USA, onde o vencedor receberia uma luta pelo Campeonato dos Estados Unidos IWGP. Ele perdeu para Kenta na primeira rodada. A partir desse momento, ele mudou as cores de seus shorts de preto para vermelho. No evento principal do "Ignition" em 25 de junho de 2021, Fredericks desafiou Tom Lawlor pelo Strong Openweight Championship e perdeu. Em 1º de agosto de 2022, o contrato de Fredericks com a New Japan expirou, e ele anunciou que não renovaria o contrato.

### WWE (2023–2025)
Em janeiro de 2023, foi noticiado que ele assinou um contrato com a WWE. Em fevereiro, ele recebeu o nome de ringue Eddy Thorpe e fez sua estreia no show de 17 de fevereiro do NXT Level Up, derrotando Dante Chen. No episódio de 23 de março do NXT, Thorpe fez sua estreia na TV derrotando Myles Borne. Nas semanas seguintes, começaram a ser exibidos vídeos mostrando Thorpe explorando sua herança nativo-americana. Thorpe logo iniciou uma rivalidade com Damon Kemp, o que levou Thorpe a pedir a ajuda de Gable Steveson (irmão de Kemp na vida real) para treiná-lo para sua luta NXT Underground contra Kemp, no episódio de 4 de julho do NXT, onde Thorpe venceu.
Logo depois, Thorpe começou uma rivalidade com Dijak, que se ofendeu ao ser chamado de "o homem mais durão do NXT" e atacou Thorpe durante uma luta com Oro Mensah. No episódio de 26 de setembro do NXT, Thorpe venceu Dijak em uma luta Strap, mas foi atacado após o combate por Dijak, que o golpeou repetidamente com a tira de couro. No episódio de 28 de novembro do NXT, Thorpe lutou contra Bron Breakker por uma vaga no Iron Survivor Challenge no NXT Deadline, mas foi derrotado e novamente atacado por Dijak após a luta. No NXT Deadline, Thorpe atacou Dijak durante o Iron Survivor Challenge, custando-lhe a vitória. No episódio de 26 de dezembro do NXT, Thorpe derrotou Dijak na segunda luta NXT Underground, encerrando a rivalidade.
No episódio de 19 de novembro de 2024 do NXT, Thorpe participou de uma luta qualificatória para o Iron Survivor Challenge, na qual foi derrotado pelo campeão de duplas do NXT, Nathan Frazer, após se distrair com uma briga entre membros da divisão de duplas do NXT fora do ringue. Duas semanas depois, ele venceu uma luta fatal four-way de última chance, garantindo vaga no Iron Survivor Challenge no NXT Deadline. No entanto, Thorpe foi posteriormente encontrado atacado nos bastidores e acabou sendo retirado do evento. Dois dias após o Deadline, no episódio de 10 de dezembro do NXT, Thorpe confrontou o campeão do NXT, Trick Williams, e exigiu uma luta pelo título, à qual Williams aceitou. Ao assinar o contrato para a luta, Thorpe virou heel e revelou para a gerente geral Ava que havia forjado seu próprio ataque como forma de facilitar sua entrada em uma disputa pelo Campeonato do NXT. A luta pelo título, na semana seguinte, terminou em duplo pinfall, permitindo que Williams retivesse o cinturão. Após falhar em outras tentativas de conquistar o Campeonato do NXT, Thorpe continuou sua rivalidade com Williams, que já havia perdido o título. A rivalidade culminou em uma luta strap no NXT Vengeance Day, em 15 de fevereiro de 2025, onde Thorpe saiu vencedor em sua primeira aparição em um PLE (Premium Live Event) do NXT. No episódio de 18 de março do NXT, Williams derrotou Thorpe em uma luta NXT Underground, encerrando a rivalidade. Em 2 de maio, Thorpe foi dispensado da WWE, encerrando sua passagem de dois anos pela empresa.

## Vida pessoal
Fredericks é um nativo americano e seu nome de ringue na WWE é uma referência ao atleta e também nativo americano Jim Thorpe. Fredericks também incorpora sua herança nativa americana em seu personagem, fazendo a dança de guerra nativa americana em sua entrada e usando borlas em seu traje de ringue.
Fredericks está atualmente em um relacionamento com a colega lutadora profissional Dakota Kai.

## Títulos e prêmios
- All Pro Wrestling
  - APW Worldwide Internet Championship (1 vez)[29]
  - APW Tag Team Championship (1 vez) - com Styker[30]
- New Japan Pro-Wrestling
  - Young Lion Cup (2019)[3]
- Pro Championship Wrestling
  - PCW Inter-California Championship (1 vez)[31]
- Pro Wrestling Illustrated
  - PWI o colocou na posição #287 dos 500 melhores lutadores individuais em 2021[32]